# Seseli chaerophylloides
Seseli chaerophylloides är en flockblommig växtart som beskrevs av Carl Peter Thunberg. Seseli chaerophylloides ingår i släktet säfferötter, och familjen flockblommiga växter. Inga underarter finns listade i Catalogue of Life.